# アレクサンダー・グラハム・ベル
- アレクサンダー・グラハム・ベル
- アレグザンダ・グレイアム・ベル
- アレグザンダ・グレアム・ベル

アレクサンダー・グラハム・ベル（Alexander Graham Bell、1847年3月3日 - 1922年8月2日）は、スコットランド生まれの科学者、発明家、工学者。世界初の実用的電話の発明で知られている。
ベルの祖父、父、兄弟は弁論術とスピーチに関連した仕事をし、母と妻は聾だった。このことはベルのライフワークに深く影響している。聴覚とスピーチに関する研究から聴覚機器の実験を行い、ついに最初のアメリカ合衆国の特許を取得した電話の発明（1876年）として結実した。のちにベルは彼のもっとも有名な発明が科学者としての本当の仕事には余計なものだったと考え、書斎に電話機を置くことを断わった。
その後もさまざまな発明をしており、光無線通信・水中翼船・航空工学などの分野で重要な業績を残した。1888年にはナショナルジオグラフィック協会創設に関わった。その生涯を通じて科学振興および聾者教育に尽力し、人類の歴史上もっとも影響を及ぼした人物の1人とされることもある。デシベル (decibel; dB)などに使われる相対単位「ベル」などにその名を残す。
ベルが会長（在職期間：1896年 - 1904年）を務めたナショナルジオグラフィック協会の月刊誌である『ナショナル ジオグラフィック』日本版（日経ナショナル ジオグラフィック社）では「アレクサンダー・グラハム・ベル」としているため、本記事ではこれに従うが、表記発音については脚注参照。

## 前半生

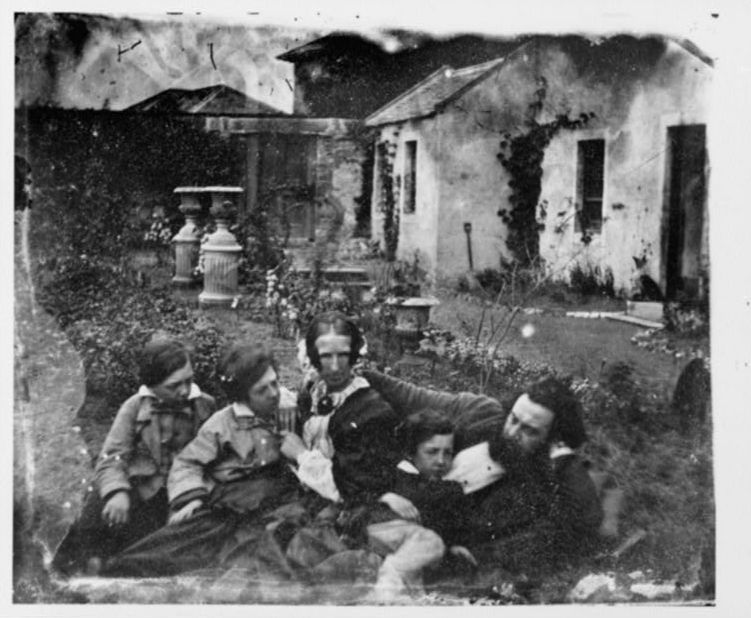
両親と兄弟 (1852年)

1847年3月3日、スコットランドのエディンバラに生まれる。生家のあった場所には、2012年現在石碑が立っている。メルヴィル・ジェームズ・ベル（1845年 - 1870年）とエドワード・チャールズ・ベル（1848年 - 1867年）という2人の兄弟がいたが、2人とも結核で若くして亡くなった。父は大学教授のアレクサンダー・メルヴィル・ベル、母はイライザ・グレイス（旧姓はシモンズ）である。ベルが生まれたときの名前にはミドルネームがなかったが、10歳のときに父に兄弟たちのようなミドルネームが欲しいと懇願した。11歳の誕生日、父はその願いを聞き入れ"Graham"というミドルネームを与えた。"Graham"としたのは、父の友人にアレクサンダー・グラハムというカナダ人がいたからで、その友人への敬意をこめてそれをミドルネームとしたのだった。父は彼を「アレック」と呼び続け、近親者や友人にもアレックと呼ばれていた。

### 最初の発明
幼いころから好奇心旺盛で、植物標本を集めたり、実験したりしていた。そのころの親友ベン・ハードマンの家では製粉所などを営んでいた。若きベルは製粉所で困ったことはないかと訊ねた。そして、製粉前の脱穀が重労働だということを知り、12歳のアレックは回転パドルとブラシを組み合わせた単純な脱穀機を作り、それが何年も実際に使われたという。お返しにベンの父ジョン・ハードマンは2人の少年に「発明」のための作業場を与えた。
幼いころから感受性が高く、母から芸術、詩、音楽を教え込まれ才能を発揮した。正式な訓練を受けずにピアノ演奏を習得し、一家のピアニストになった。普段は物静かで内省的であるにもかかわらず、訪問客があると物真似や腹話術のような「声のトリック」でもてなし、楽しませた。また母の聴覚障害が進行したことにも深く影響を受け（彼が12歳のとき聴力を失い始めた）、手話を習得し、母の側に座り家族の会話を手話で同時通訳した。さらに、母の額に直接口を当てて明瞭に発音することで、母がそれなりの明瞭さで聞き取れるというテクニックも生み出した。母の聴覚障害について没頭するあまり、音響学を学び始めることになった。
彼の一族は長年弁論術の教育に関わってきた。祖父アレクサンダー・ベルはロンドンで、叔父はダブリンで、父はエディンバラで弁論術の専門家として活躍している。父は『The Standard Elocutionist』（1860） などの著作で知られている。『The Standard Elocutionist』 はイギリスで168刷まで版を重ね、アメリカ合衆国でも25万部以上を売り上げた。その中で父は、聾唖者（当時の呼称）に単語の発音を教える技法や、読唇術で他者が何をしゃべっているかを推測する技法を説明している。父はアレックや兄弟に視話法の書き方だけでなく、さまざまなシンボルとそれに付随する発音の識別法を教えた。ベルはそれに熟達したため、父の公開デモンストレーションでも実演し、聴衆を驚かせた。彼は視話法で書かれていればどんな言語でも事前知識なしに正確に発音でき、ラテン語、スコットランド・ゲール語、さらにはサンスクリットなどを発音して人々を驚かせた。

### 教育
幼少期のアレックは兄弟たちと同様、自宅で父から教育を受けた。それ以外に早くからエディンバラのRoyal High Schoolに入学したが、最初の4学年まで修了した15歳のときに退学している。学校での記録によれば、欠席常習者で成績も平凡だった。彼が興味を持っていたのは科学、特に生物学だったが、ほかの教科にはまったく無関心だった。退学後、アレックはロンドンへ行き祖父のもとに身を寄せた。祖父と過ごす間に向学心が湧き上がり、真剣な議論や学習に時間を費やすようになる。祖父はベルを教師にするために必要な信念と明瞭な話法を教え込んだ。16歳のとき、スコットランドマレーのエルギンにあるウェストンハウス学院で弁論術と音楽の教師の職を得た。同時に学生としてラテン語とギリシャ語を学びつつ教師も務め、1回の授業あたり10ポンドの給料を得ていた。翌年、兄メルヴィルが前年に入学したエディンバラ大学に入学。カナダに移住する直前の1868年、ロンドン大学の入学試験に合格している。

### 音声についての初実験
1863年、父はアレックの科学への関心を育てるため、ヴォルフガング・フォン・ケンペレンの業績に基づいてチャールズ・ホイートストンが開発したオートマタを見せに連れ出した。このオートマタは人間の声を真似てしゃべる機械だった。ベルはこの機械に魅了され、ケンペレンのドイツ語の著作を手に入れて苦労して翻訳し、兄メルヴィルとともにオートマタの頭部を作りはじめた。父はそれらに大いに関心を寄せ、2人に資金提供を約束し、成功したら大きな褒美をやろうと言って発破をかけた。兄がオートマタの喉と喉頭を作り、アレックはより困難な本物そっくりの頭蓋骨の製作に取り組んだ。努力の結果、人間そっくりの「しゃべる」頭部が完成した（ただし、しゃべることができるのはほんの数語である）。唇の動きを微妙に調整し、鞴で空気を気管に送り込むと、はっきりと「ママ（Mama）」と発音し、その発明を見に来た近所の人々を驚かせた。
その結果に好奇心をそそられたアレックは、一家の飼っていたスカイ・テリア"Trouve"を使った動物実験を行った。彼はその犬に継続的に吠え方、唇の使い方などを教えこみ、犬は"Ow ah oo ga ma ma"としゃべる（うなる）ようになった。訪問者は犬が"How are you grandma?（おばあさん、ごきげんいかが？）"としゃべったことを信じられなかった。多くはアレックのいたずら好きの性質を知っていたが、ベルは彼らが「しゃべる犬」を目にしていることを納得させた。この音声に関する最初の実験から、アレックは音叉を使っての共鳴など音響伝達について真剣に研究するようになる。
19歳のとき、それまでの研究成果を論文にまとめ、父の同僚だった言語学者アレクサンダー・ジョン・エリスに送った（エリスは、のちに『ピグマリオン』のヒギンズ博士のモデルとなった）。エリスはすぐに、同様の実験はすでにドイツで行われているという返事を出し、ヘルマン・フォン・ヘルムホルツの著作『The Sensations of Tone as a Physiological Basis for the Theory of Music』をアレックに貸している。
ヘルムホルツがすでに音叉を工夫することで母音を生成するという研究をしていたことを知って狼狽したアレックは、そのドイツ人科学者の著作を熟読した。そこで彼はドイツ語の理解不足からある誤解をし、その誤解がその後の音声信号伝送の業績の土台となった。当時を振り返ってベルは「その主題についてよく知らない私は、母音を電気的手段で生成できるなら子音も生成できるだろうし、文をしゃべらせることもできると推測した」と述べ、「私はヘルムホルツがそこまで実施したのだと思った…そしてそれは私が電気について無知だったための失敗だった。それは貴重な失敗だった…もし当時の私がドイツ語を読めたなら、私は決して実験を始めなかったかもしれない」と述べている。

### 家族の悲劇
1865年、ベル一家はロンドンに引っ越したが、アレック本人はウェストンハウス学院に助手として戻り、空いた時間で最小限の実験器具を使って音響についての実験を続けた。おもに電気で音声を伝送する実験を行い、のちに自分の部屋から友人の部屋まで電信線を引いた。1867年後半には極度の疲労で健康を害している。弟エドワードも結核にかかり、同様に寝たきりとなった。アレックは翌年には回復し、イングランドのバースにあるサマーセット大学で講師を務めたが、弟の病状は悪化した。結局エドワードはそのまま亡くなり、アレックはロンドンに戻っている。兄メルヴィルは結婚して実家を出ている。ユニヴァーシティ・カレッジ・ロンドンで学位を得るという目標を定め、学位試験のための勉強をし、空いた時間も実家での勉強に充てた。
父の視話法のデモンストレーションと講義も手伝い、ロンドンのサウス・ケンジントンにあったスザンナ・E・ハルの私立聾学校を知るようになる。彼が最初に教えたのはそこの2人の聾唖の少女で、2人は彼の指導でみるみる上達した。兄は弁論術の学校を開校し特許も取得するなど、ある程度の成功を収めていた。しかし1870年5月、兄が結核をこじらせて亡くなり、一家の危機が訪れた。父も若いころかかった病気がぶりかえしたため、ニューファンドランド島（カナダ）で療養することにした。唯一生き残った息子であるアレックも病弱だと気付いた両親は、長期的移住の計画を立て始めた。父は断固として計画を推し進め、ベルに一家の財産の処分をさせ、兄の残した仕事の後始末をさせ（アレックは兄の学校の最後の生徒の面倒を見て、発音の矯正を行った）、両親とともに「新世界」へ移住した。当時ベルはマリー・エクレストンという娘に恋心を抱いていたが、彼女はイングランドを離れることに同意しなかったため、しぶしぶ別れた。

## カナダ
1870年、23歳のとき、ベルと兄の未亡人キャロラインと両親はネストリアン号という船でカナダに向かった。ケベック・シティーに到着すると列車でモントリオールに向かい、さらに一家の友人トーマス・ヘンダーソン牧師のいるオンタリオ州パリに滞在。まもなく近くのブラントフォードに程近い10.5エーカー（4万2,000平米）の農場を購入。農場には、果樹、大きな屋敷、馬小屋、豚小屋、鶏小屋、車庫があり、エリー湖に注ぐグランド川に面していた。
ベルは車庫を改造して仕事場とし、その裏の川岸にある凹みを「夢見る場所（dreaming place）」と呼んだ。カナダに到着したころは病弱だったが、気候と環境がよかったせいか、みるみる健康を取り戻していった。音声についての研究を続け、グランド川の対岸に先住民の居留地 (Six Nations Reserve) があることに気付き、そこでモホーク語を学び、その語彙を視話法のシンボルに翻訳した。その業績はモホーク族に喜ばれ、ベルは彼らの頭飾りをつけ伝統的なダンスをともに踊り、モホーク族の名誉酋長となった。
仕事場を作ると、ベルはヘルムホルツの業績に基づいた電気と音声についての実験を続けた。電気を使って音を離れた場所に伝送するピアノを設計。また1871年、視話法を教えることを計画している父とともにモントリオールに出向き、父は首尾よく視話法を教える職を提供された。

## 聾者教育

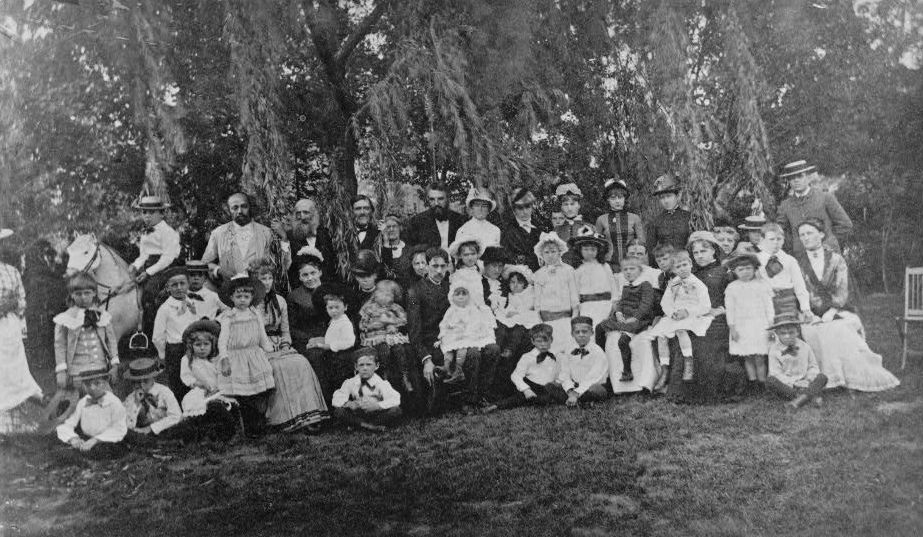
ベルと聾学校の生徒および先生たち（1883年、ワシントンD.C.にて）

ベルの父はマサチューセッツ州ボストンのボストン聾学校（現在のHorace Mann School for the Deaf）校長サラ・フラーに同校のインストラクターに視話法を教えてほしいと頼まれたが、彼はそれを辞退して代わりに息子を推薦した。1871年4月、ボストンに出向いたベルは首尾よくインストラクターへの視話法伝授を成功させた。続いてコネチカット州ハートフォードにある American Asylum for Deaf-mutes、マサチューセッツ州ノーサンプトンのClarke School for the Deafでも同様の仕事をした。当時、猩紅熱（しょうこうねつ）の後遺症で聾者教育が深刻な問題となっていた。
6か月後にブラントフォードに戻ると、"harmonic telegraph"と名付けたものの実験を続けた。彼の意匠の根底にある概念は、1つの導線で複数のメッセージをそれぞれ異なるピッチで送るというものだが、そのための送信機と受信機が新たに必要だった。将来に確信がないまま彼はロンドンに戻って研究を完成させることも考えたが、結局ボストンに戻って教師をすることにした。父の紹介でClarke School for the Deafの校長ガーディナー・グリーン・ハバードが彼の開業を支援することになった。1872年10月、ボストンで視話法を教える学校"School of Vocal Physiology and Mechanics of Speech"を開校。多くの若い聾者の注目を集め、開校当初に30人が入学した。のちに、当時まだ幼かったヘレン・ケラーと知り合っている。1887年、ベルはケラーに家庭教師アン・サリヴァンを紹介している。後年ケラーはベルについて、「隔離され隔絶された非人間的な静けさ」に風穴を開けてくれた人と評した。
ベルも含めた当時の影響力のある人々の一部には、聴覚障害を克服すべきものとする見方があり、金と時間をかけ聾者に話し方を教え手話を使わずに済むようにすることで、それまで閉ざされていた広い世界への道が拓けると信じていた。しかし、当時の学校ではしゃべることを強制的に訓練するために、手話ができないように手を後ろで縛るといった虐待も行われていた。ベルは手話教育に反対していたため、ろう文化に肯定的な人々はベルを否定的に評価することがある。

## さらなる実験
1873年、ボストン大学で発声生理学と弁論術の教授になる。このころ、ボストンとブラントフォードを行ったり来たりという生活で、夏はブラントフォードの家で過ごした。音響に関する研究を続け、音符を伝送する方法や音声を発する方法を捜していたが、実験に十分な時間をあてることは難しかった。日中は夕方まで講義などで費やされるため、寄宿舎の部屋にレンタルした設備を揃えて夜遅くまで次々と実験する生活を送った。研究成果を奪われることを恐れ、ノートと実験装置を盗まれないよう施錠するのに大変苦労している。ベルは特製のテーブルにノートや実験装置を納め、ロックカバーの中に隠した。悪いことに、彼はひどい頭痛に悩まされるようになり、健康状態が悪化した。1873年秋にボストンに戻ったとき、ベルは音響に関する実験に専念するという重大な決断をした。
ボストンでの収入を諦めると決めたベルは、生まれつき聾の16歳のジョージ・サンダースと15歳のメイベル・ハバードという2人の生徒だけを雇った。その後の実験で2人は重要な役割を演じることとなる。ジョージの父トーマス・サンダースはセイラム近郊の屋敷をベルに提供し、そこでジョージの祖母も住み、実験室も設えた。実際に支援を申し出たのはジョージの母で、1872年にジョージと看護婦をベルの寄宿舎の側に引っ越させているが、トーマス・サンダースがその背後にいたことは明白である。合意によりベルと生徒たちはそこで一緒に働くことになった。メイベルは利発で魅力的な娘であり、10歳年下だったがベルの愛情の標的となった。彼女は5歳の誕生日を迎えたころに猩紅熱で聴力を失い、読唇術を学んだ。メイベルの父ガーディナー・グリーン・ハバードはベルの支援者で友人であり、メイベルがベルの側にいることを望んだ。

## 電話

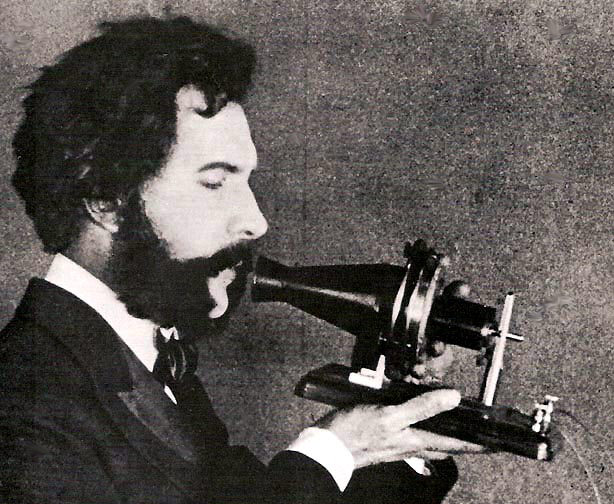
グラハム・ベル自ら電話機で話す様子 (1876年)

1874年、harmonic telegraphに関する研究は、ボストンの研究施設（賃貸）とカナダの実家で新たな段階に入った。同年夏、ブラントフォードにてフォノトグラフを使った実験を行った。フォノトグラフはススを塗布したガラスに音の波形を描くペンのような装置である。そこからベルは音波と同じ波形の電流を生成できるかもしれないと考えた。ベルはまた、ハープのようにそれぞれ異なる周波数に調律された複数の金属リードを使って、脈打つ電流を音に戻すことができるのではないかと考えた。しかし、これらのアイデアを実証するための試作はまったく行わなかった。
そのころ電信（電報）が盛んに使われるようになり、ウエスタンユニオン会長ウィリアム・オートンは「商業の神経系」と称した。オートンはコストのかかる新たな電信線の敷設を避けるため、発明家のトーマス・エジソンとイライシャ・グレイに1本の導線で複数の電信メッセージを伝送する方法を研究させていた。ベルが複数の高さの音を1本の導線で伝送する方法に取り組んでいることをガーディナー・ハバードとトーマス・サンダースに伝えると、2人の裕福な後援者はベルの実験を財政的に支援しはじめた。特許に関してはハバードの紹介した弁理士アンソニー・ポロックが面倒を見ることになった。
1875年3月、ベルとポロックはスミソニアン協会会長を務めていた有名な科学者ジョセフ・ヘンリーを訪ね、ベルの考えている複数の金属リードを備えた装置で電信線を使って音声を送受信するというアイデアについて意見を求めた。ヘンリーはベルが「偉大な発明の萌芽」を持っていると答えた。ベルがそれを実現するのに必要な知識がないと述べると、ヘンリーは「では、それを獲得しなさい」と応じた。これに勇気づけられたベルは実験を繰り返したが、必要な実験器具を作れず、試作品も作れずにいた。しかしベルはそれ以前の1874年に電気や機械に熟達したトーマス・A・ワトソンと出会っていた。
サンダースとハバードの金銭的支援により、ベルはトーマス・ワトソンを助手として雇うことができ、2人は1875年6月2日にacoustic telegraphyの実験を行った。そのときワトソンは偶然金属リードの1本を引き抜いてしまい、受信側にいたベルがその金属リードの倍音を聞いた。倍音は音声の伝送に必要である。このことからベルは複数のリードは不要であり、1つのリードでよいと気付いた。これにより、明瞭な音声は伝えられないが、何らかの音だけは伝送できる電話のようなものができた。

### 特許出願競争
1875年、ベルはacoustic telegraphを開発し、その特許申請書を書いた。アメリカでの収益は後援者であるガーディナー・ハバードとトーマス・サンダースと分配することで合意し、Bell Patent Associationの協定を成立させる。これが幾多の変遷を経て「ベル・システム」を完成させたAT&T（American Telephone and Telegraph Company）へつながっていく。そこでベルはオンタリオ州の知人George Brownに頼んでイギリスでも特許を出願し、イギリスで特許が受理されたあとにアメリカで特許申請するよう弁護士に指示した（イギリスは、ほかの国で以前に特許を取得した発明には特許を与えない方針だったため）。

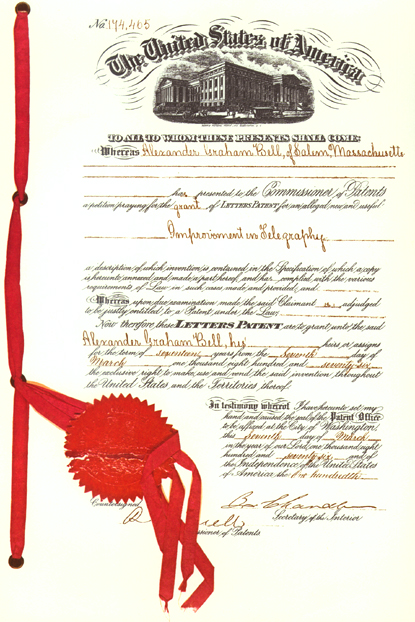
ベルの電話の特許（1876年3月）

一方、イライシャ・グレイも同様の用途の実験を行っており、水を媒体として音声を電流に変換する方法を考えていた。1876年2月14日、グレイは水を媒体とする設計の電話について特許予告記載をワシントン特許局に申請した。同じ日の朝、ベルの弁護士もワシントン特許局にベルの「電信の改良（Improvment in Telegraphy）」の特許出願書を提出している。どちらが特許局に先に現れたのかについては議論があり、のちにグレイはベルの特許の無効を訴えることになった。2月14日にはベルはボストンにおり、2月26日までワシントンD.C.を訪れていない。
ベルの特許 (特許番号: 174,465)は米国特許商標庁によって1876年3月3日に認可され3月7日に公告された。ベルの特許の請求範囲は「声などの音に伴う空気の振動の波形に似せた電気の波を起こすことにより…声などの音を電信のように伝送する手段および機構」だった。
1876年3月10日、特許公告の3日後、電話の実験に成功。グレイの設計と似たような液体送信機を使っていた。音を受けた膜が振動し、その振動で水中の針を振動させ、回路内の電気抵抗を変化させる仕組みである。最初の言葉は「ワトソン君、用事がある、ちょっと来てくれたまえ（"Mr. Watson! Come here; I want to see you!"）」 である。ワトソンは隣の部屋の受信機でそれらの言葉をはっきりと聞いた。
ベルはグレイの電話の設計を盗んだとして訴えられたが、ベルがグレイの液体送信機の設計を使ったのは特許取得後で、しかも概念実証としての科学的実験でだけであり、「明瞭な声」を電気的に伝送可能であることを示すためだった。それ以降ベルは電磁式の電話の改良に集中し、グレイの液体送信機をデモンストレーションや商用に使ったことはない。
ベルの特許が発効する以前、審査官は電気抵抗を変化させるという電話の仕組みについて優先順位問題を提起した。審査官はベルに、請求範囲にあるのと同様の仕組みがグレイの予告記載にもあることを告げている。ベルは、彼が特許申請書で示している可変抵抗デバイスは水ではなく水銀であると指摘した。ベルは約1年前の1875年2月25日に水銀を使った特許を出願しており、イライシャ・グレイが水を使ったデバイスを申請するずっと前のことだった。しかもグレイは予告記載を撤回し、ベルの発明が先だったということに異議を申し立てなかったため、審査官は1876年3月3日にベルの特許を認可したのだった。グレイも確かに独自に可変抵抗を使った電話を発明したが、最初にそれを文書化したのはベルであり、最初に電話の実験を成功させたのもベルである。
特許審査官Zenas Fisk Wilberはのちに法廷で、ベルの弁護士のマーセラス・ベイリーとは南北戦争で一緒に戦った仲で、ベイリーに借金していたことを証言した。また、Baileyにグレイの特許予告記載を見せたと証言している。また、のちにベルがワシントンD.C.の特許局を訪れた際にグレイの予告記載を見せ、ベルから100ドルを受け取ったと証言した。ベルは一般論として特許について議論しただけだと主張したが、グレイへの手紙では何らかの技術的詳細をそこから学んだと認めている。ベルは審査官に金を払ったことはないと宣誓証言で否定している。

### その後の発展
ブラントフォードで実験を続け、ベルは実動する電話機を自宅に持ち込んだ。1876年8月3日、ブラントフォードと約8km離れた電信局から、準備完了したことを知らせる電報を送った。証人として見物人を集めた状態で、ささやき声のような応答が返ってきた。次の夜、ブラントフォードからベル家までの約6kmを電信線やフェンスに沿わせたり、トンネルをくぐったりして電話線を即席に引いて、家族や客を驚かせた。これらの実験で、電話が長距離でも作動することをはっきりと証明した。
1876年の電話の実験成功の直後に、ボストン近郊のブリッジウォーター師範学校（現・ブリッジウォーター州立大学）に留学中だった伊沢修二と留学生仲間でハーバード大学にいた金子堅太郎がベルの下宿先を訪問した際、実用化のためにスポンサーを探していたベルは喜んで通話を体験させた。日本においては翌1877年には工部省が電話機を輸入して実験を行い、1890年から電話交換サービスが開始された。

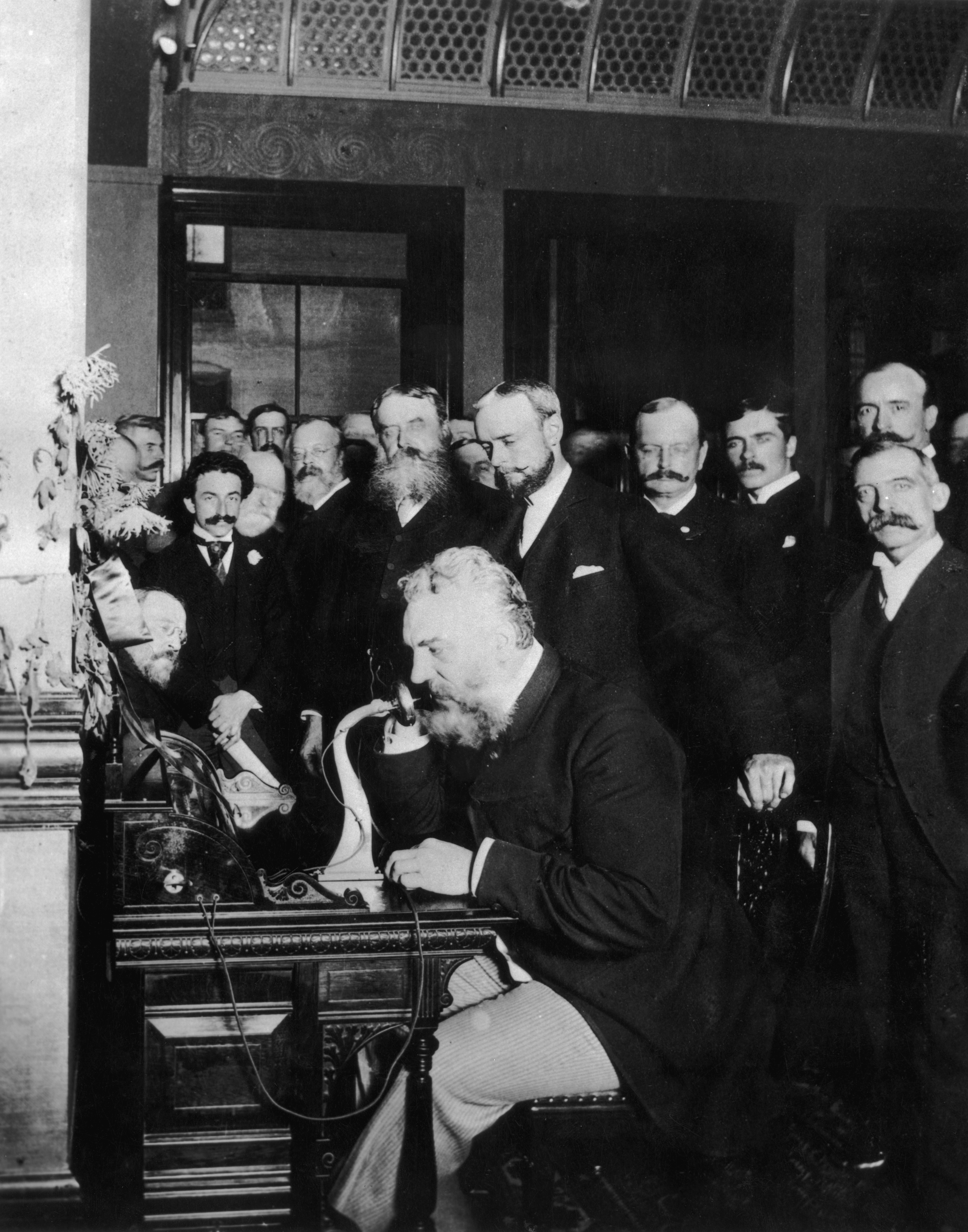
1892年、ニューヨーク-シカゴ間の長距離電話回線開通式典でのベル

ベルとパートナーのハバードとサンダースは、その特許をウエスタンユニオンに10万ドルで売ることを申し出ているが、ウエスタンユニオン社長は電話をおもちゃ以外の何物でもないと考えており、買い取らなかった。2年後彼は友人に2,500万ドルでも安売りだと考えるだろうと話している。そのころには特許を売ることはもう考えていない。出資者は百万長者となり、ベルも借金を返し終わると100万ドルの財産を築くようになった。
この新発明を紹介すべく、ベルは一連の公開デモンストレーションと講演を科学界や大衆向けに行った。1876年のフィラデルフィアでの万国博覧会で電話を公開して国際的注目を集めた。この万博には海外からも大勢の客が訪れており、その中にブラジル皇帝ペドロ2世もいた（ちなみに、ペドロ2世はかつてベルの聾学校を視察したことがあった）。また、スコットランドの有名な科学者ウィリアム・トムソン卿にも個人的にデモンストレーションを見せ、ヴィクトリア女王にはワイト島のオズボーン・ハウスに招待され、観衆の前で電話を披露した。女王はそのデモンストレーションを"most extraordinary（もっとも並外れている）"と評した。そのようにして、この革命的機器の普及の土台を築いていった。
1877年、ベル電話会社を創業。1886年にはアメリカで15万台の電話が使われている。同社の技術者は電話にさまざまな改良を施していき、電話機は史上もっとも成功した製品のひとつになった。1879年、ベル電話会社はエジソンのカーボンマイクの特許をウエスタンユニオンから買い取った。これによってさらに長距離の通話が可能になり、受話器に向かって叫ぶ必要がなくなった。
1915年1月、世界初の大陸横断通話を行った。ニューヨークのAT&T本社のベルとサンフランシスコのトーマス・ワトソンによる通話である。『ニューヨーク・タイムズ』紙は次のように報じている。
1876年10月9日、アレクサンダー・グラハム・ベルとトーマス・A・ワトソンは、ケンブリッジとボストン間2マイルに張った電話線を通して電話で話をした。これが世界初の電話線を通した通話である。昨日 (1915年1月25日)の午後、同じ2人がニューヨークとサンフランシスコ間3,400マイルを隔てて電話で会話した。電話の発明者ベル博士はニューヨークに、かつての助手ワトソン氏は大陸のもう一方の端にいた。彼らは38年前のときよりも明瞭に互いの声を聞くことができた。

### 特許裁判
科学的発明・発見に時折見られるように、電話の場合も多くの発明者が同時に開発を行っていた。ベル電話会社は18年間以上にわたり587件もの特許訴訟に対応し、そのうち5件は合衆国最高裁判所にまで持ち込まれたが、ベルの特許を負かすことに成功した者はおらず、ベル電話会社が最終的に敗訴することはなかった。ベルの研究ノートや家族との手紙が、彼の長期の研究を証明する鍵となった。ベルの会社の弁護士らは、イライシャ・グレイやエイモス・ドルベアをはじめとする無数の訴訟を撃退した。ベルへの私信でグレイとドルベアはベルの以前からの業績を知っていたと認めており、それによって彼らの主張は弱められた。
1887年1月13日、アメリカ政府は詐欺と偽証に基づいてベルの特許を無効にしようと提訴した。その訴訟は最高裁まで続き、下級裁判所でのもともとの主張については判断を下さずに、最高裁判所にてベルの会社側が勝利を勝ち取った。この裁判は9年かかり、その間に2人の検事が亡くなり、ベルの2つの特許（1876年3月7日の第174,465号と1877年1月30日の第186,787号）も失効していたが、裁判長は判例として重要だということで裁判を継続した。当初の訴訟から双方の利害対立する点が変化してきたため、アメリカ合衆国司法長官は1897年11月30日、いくつかの問題に決定を下さないまま訴訟を取り下げた。
1887年の訴訟でなされた証言記録の中に、イタリアの発明家アントニオ・メウッチが1854年に世界初の実動する電話を作ったと主張した証言がある。1886年、ベルの関わった3つの訴訟の1つ目で、メウッチが発明の優先順位を決定づける証人として証言台に立った。メウッチの証言は発明の証拠物件が示されなかったため、異議を唱えられた。うわさによればその証拠物件はニューヨークのAmerican District Telegraph（ADT）の研究所で紛失し、同所は1901年にウエスタンユニオンの一部となった。当時の他の発明と同様、メウッチの業績はそれ以前から知られていた音響に関する原理に基づき、初期の実験の証拠もあったのだが、メウッチが亡くなったため、メウッチに関する訴訟は取り下げられた。下院議員Vito Fossellaの努力により2002年6月11日、アメリカ合衆国下院は決議案269でメウッチの「電話の発明における業績は認められるべきである」という声明を採択したが、それで議論が終結するわけではない。現代の学者の中には、ベルの電話についての業績がメウッチの発明に影響されたことを認めていない者もいる。
ベルの特許の価値は世界中で認められ、多くの国で特許を取得したが、ドイツでは特許出願が遅れた。その間にジーメンス・ウント・ハルスケ（S&H）が電話製造会社を設立して独自の特許を取得した。S&Hは特許料を支払わずにベルのものとほぼ同じ電話機を生産した。1880年、ベルギーのブリュッセルに国際ベル電話会社を創業し、一連の合意を取りつけて世界的電話網の統合を成し遂げた。ベル自身は頻繁に出廷しなければならず、仕事に支障をきたしたため、会社を辞めた。

## 家庭生活

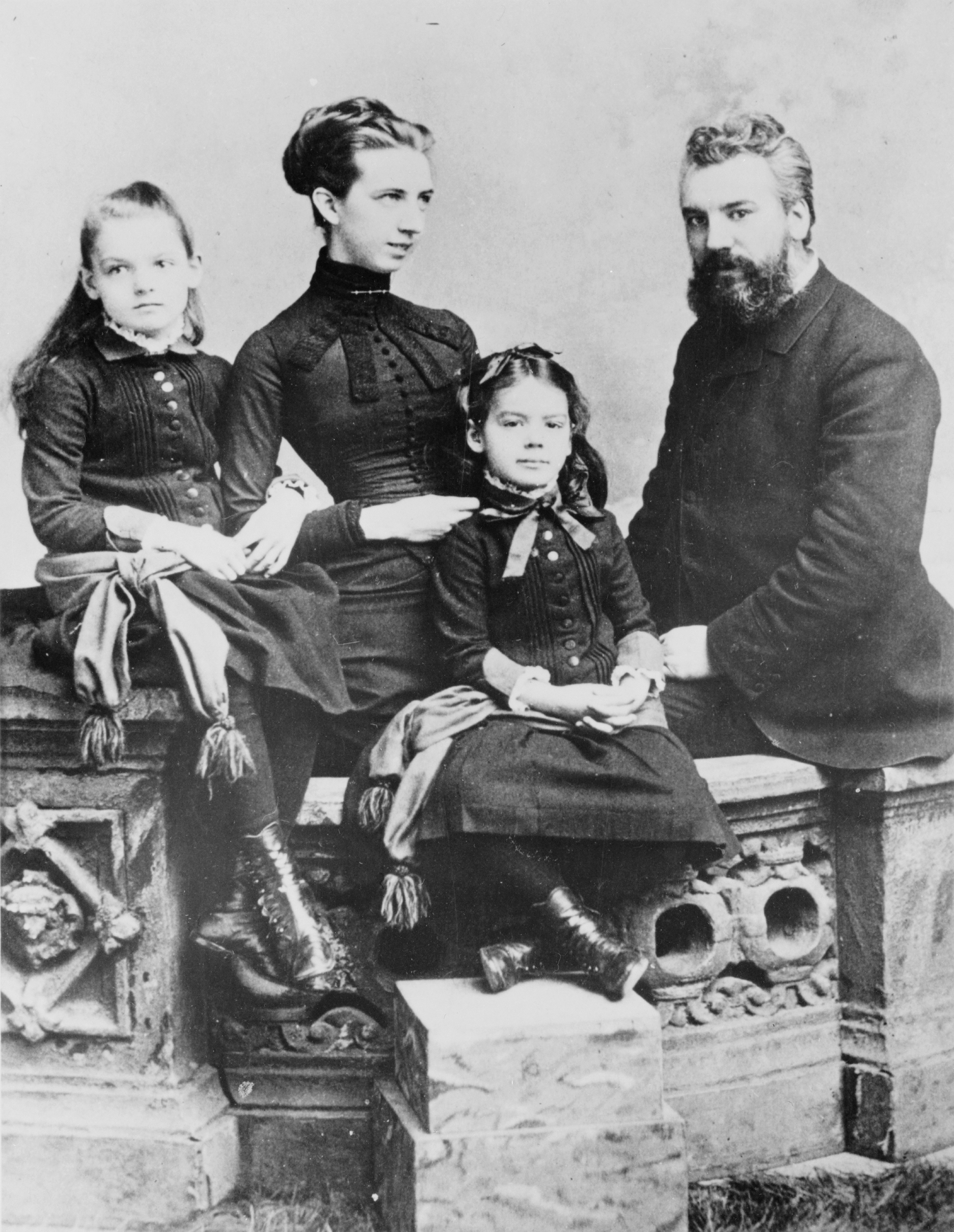
ベルと妻メイベルと娘エルシー（左）とマリアン（1885年ごろ）

1877年7月11日、ベル電話会社の創業の数日後、メイベル・ハバード （1857年 - 1923年）と結婚。ケンブリッジのハバード宅で結婚式を行った。花嫁への結婚のプレゼントとして新会社の彼の持株1,497株のうち1,487株を妻の名義に書き換えた。その後約1年間、ヨーロッパへ新婚旅行に出かけた。新婚旅行とはいっても、ベルは手製の電話機も携行し、仕事を兼ねていた。求愛したのは数年前である。ベルは金銭的に余裕ができるまでプロポーズを延ばした。電話で即座に収益を上げられたわけではなく、ベルのおもな収入源は1897年までは講義だった。婚約者からのちょっと変わった要求として、通称の「アレック」の綴りを"Aleck"から"Alec"に変えるというものがあり、1876年からは"Alec Bell"と署名するようになった。夫妻は4人の子をもうけた。エルシー・メイ・ベル（1878年 - 1964年）はナショナルジオグラフィック協会のギルバート・グローヴナーと結婚。マリアン・ハバード・ベル（1880年 - 1962年）は通称は「デイジー」で、ほかに2人の男子が生まれたがともに幼少期に亡くなった。一家は1880年までマサチューセッツ州ケンブリッジに住み、その後、義理の父ハバードが購入したワシントンD.C.の屋敷に引っ越し、1882年にはベル自身が購入したワシントンD.C.の屋敷に引っ越した。ワシントンD.C.に住んだのは、特許に関する裁判が長く続き、頻繁に出廷する必要があったためである。
1882年、アメリカ合衆国の市民権を取得するまでベルはスコットランドでもカナダでもイギリス市民だった。1915年、「私は2つの国へ忠誠を誓うような外国系アメリカ人ではない」と述べている。それにもかかわらず、彼が住んでいたスコットランド・カナダ・アメリカの3国でベルを自国民と主張している。

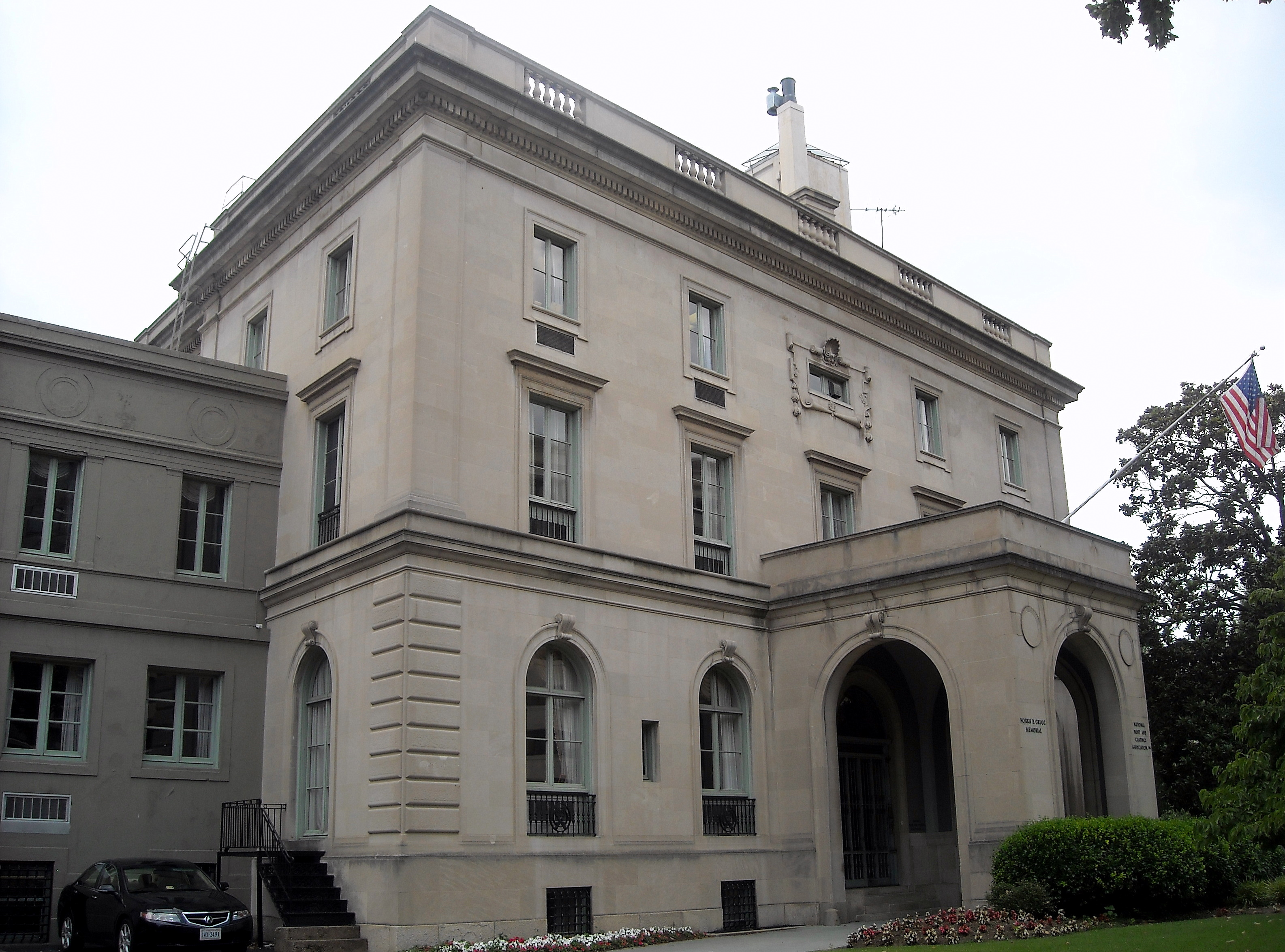
1882年から1889年まで一家が住んでいたワシントンD.C.での屋敷

1885年、新たな夏の別荘を持つことにした。その夏、ベル一家はノバスコシア州ケープ・ブレトン島のバデックという小さな村で休暇を過ごした。1886年にもそこに赴き、バデックの対岸のブラスダー湖を一望できる場所に別荘を建て始めた。1889年、The Lodgeと名付けたログハウスが完成し、2年後には研究室も含めた大きな複合建築物となった。ベルはその地を故郷のハイランド地方にちなんでベイン・バリー（ゲール語で「美しい山」の意）と名付けた。ベルはその後の後半生の大部分をワシントンD.C.とベイン・バリーで過ごした。
ベルは実験に没頭することが多くなり、ベイン・バリーで過ごす期間が徐々に長くなっていった。夫妻はバデックの村民との交流を大事にし、村民として認められた。1917年12月6日、ハリファックス大爆発が起きたときもベルはベイン・バリーにいた。夫妻はハリファックスの被災者救出に奔走した。

## その後の発明

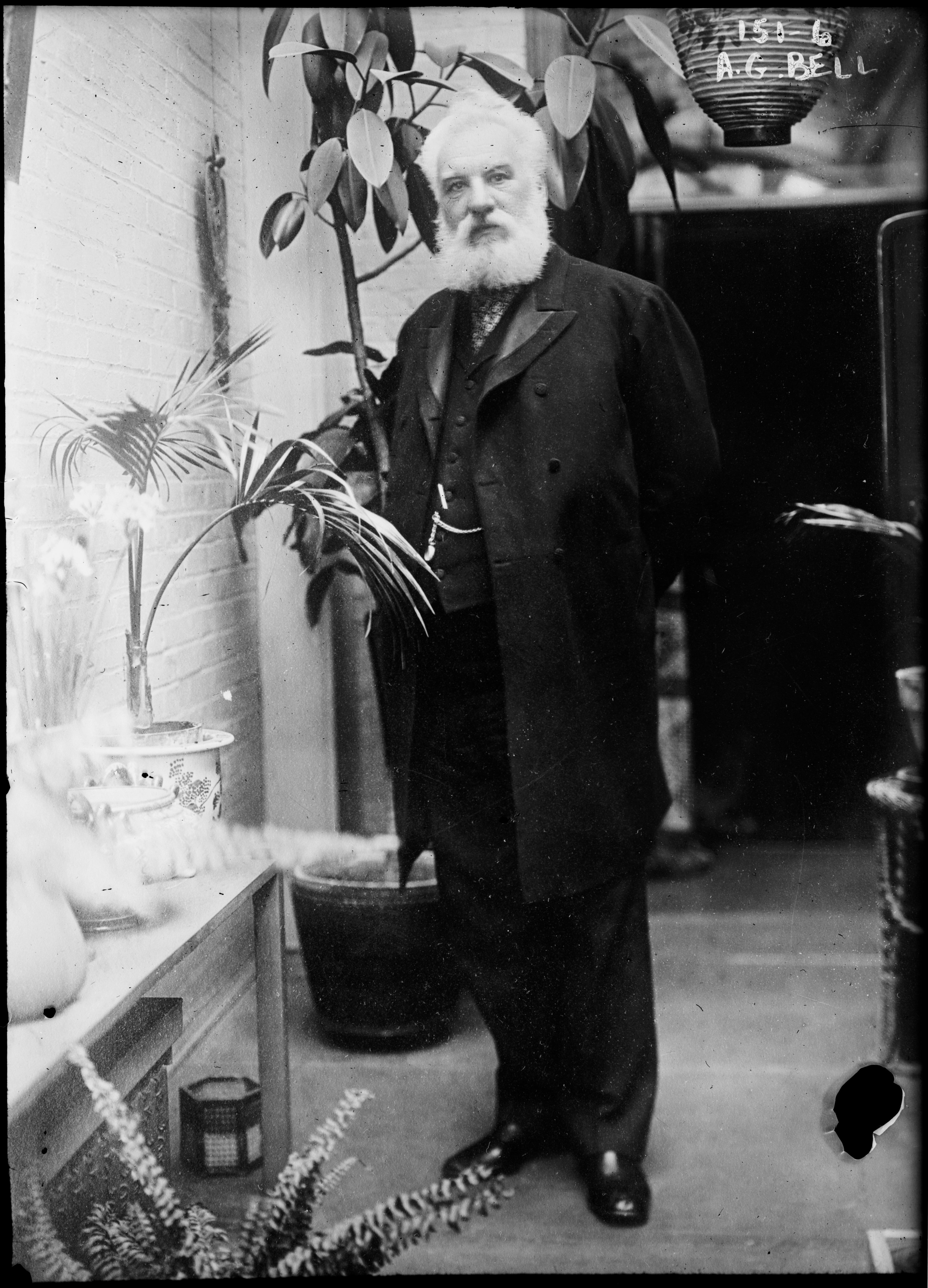
後年のアレクサンダー・グラハム・ベル

ベルといえば電話だが、彼の興味の範囲はもっと幅広い。ベルの伝記を書いたシャーロット・グレイによれば、ベルの業績は「科学全体にまたがって」おり、しばしば貪欲に新たな興味ある領域を捜すためブリタニカ百科事典を読みながら眠りについたという。その発明の才の範囲は、単独で取得した18の特許と連名で取得した12の特許である程度表されている。そのうち14は電話と電信に関するもので、4つはフォトフォン、1つは蓄音機、5つは航空機、4つは水中翼船、2つはセレン光電池に関するものである。ベルの発明は彼の興味の範囲を表しており、呼吸を補助する金属ジャケット、難聴を検出する聴力計、氷山の位置を特定する機器、海水から塩を分離する研究、代替燃料についての研究などがある。
ベルは医療関連でも幅広く働き、聴覚障害者にしゃべり方を教える技法を発明した。ボルタ基金（後述）で創設した研究所では、仲間とともに音声再生方法として磁場を使って録音する手段を検討した。彼らは簡単な実験をしたが、実用的な試作品を開発するには至らなかった。今ではテープレコーダー・ハードディスク （HD）・フロッピーディスク（FD）といった磁気記録媒体に応用されている原理を発見したことに気付かず、彼らはそのアイデアを捨ててしまった。
ベルの自宅には原始的な空気調和が備わっており、氷の大きな塊にファンで風をあてて冷風を送ることができた。また、燃料の枯渇や産業による公害を予測している。農場や工場から無駄にメタン （CH4）ガスが放出されていると指摘している。ノバスコシアの自宅で、バイオトイレや大気中から水を得る装置などを実験している。死の直前に出版された雑誌に掲載されたインタビューで、暖房にソーラーパネルを使う可能性を述べている。

### フォトフォン

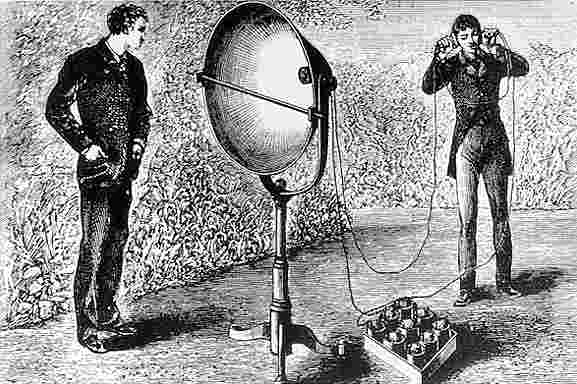
フォトフォン受信機。ベルの光無線通信システムの一方の装置

ベルは助手のチャールズ・サムナー・テインターと共同でフォトフォンと名付けた無線電話を発明した。これは、光のビームを使って音や声を伝送するものである。
1880年6月21日、電波による音声通信が成功する19年前に、ベルの助手が発したメッセージを約213メートル離れた地点のベルが受信に成功している。
ベルはフォトフォンの原理が自身最大の発明だと考えており、「電話よりも重大な発明」だと記している。フォトフォンは1980年代に普及しはじめた光通信システムの先駆けである。その主要特許は1880年12月に発効しており、その原理が広く使われる前に失効している。

### 金属探知機
1881年には、金属探知機を発明したとされる。テロリストに銃で撃たれた当時のアメリカ大統領ジェームズ・ガーフィールドの体内にいまだ埋まっているはずの弾丸を見つけるため、素早く完成させた。試験ではうまく機能したが、大統領が横たわっているベッドの金属フレームが雑音を生じたため、暗殺者の弾丸を見つけることはできなかった。外科医はベルの金属探知機について懐疑的で、ベルが大統領を金属製のベッドから移したいと言っても聞き入れなかった。一方、最初の試験でベルの金属探知機はまったく無音であり、弾丸は大急ぎで作った機器で検出できないほど深い位置にあったとも考えられる。1882年8月にアメリカ科学振興協会 （AAAS）へ論文を提出する前に、ベルは新聞に実験に関して詳細な説明をしている。

### 水中翼船

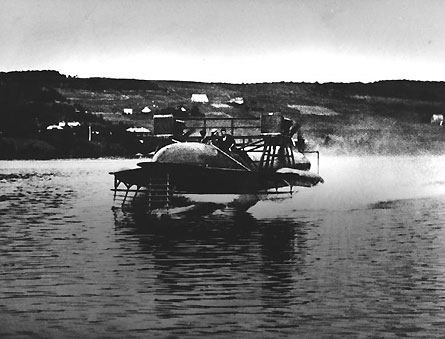
試験航行中のBell HD-4（1919年ごろ）

アメリカ人で水中翼船を研究していたウィリアム・E・ミーチャムは、サイエンティフィック・アメリカン誌1906年3月号の記事で水中翼の基本原理を解説した。ベルは水中翼船を完成させたら大きな発明になると考えた。そこでこの記事に基づいて水中翼船のスケッチを描き始めた。ベルと助手のフレデリック・W・ボールドウィンは1908年夏、水中翼船の原理が水上からの航空機の離陸方法に使えるのではないかと考え、実験を開始した。ボールドウィンはイタリアの発明家エンリコ・フォルラニーニの業績を研究し、模型での試験を開始。それによりベルとボールドウィンは軍用の水中翼船の実用化に向かうことになった。
1910年から1911年にかけて世界旅行に赴き、ベルとボールドウィンはフランスでフォルラニーニと面会し、マッジョーレ湖でフォルラニーニの水中翼船に乗った。ボールドウィンは飛んでいるように滑らかだったと描写している。バデックに戻るといくつかの模型を作って実験を開始。中でも Dhonnas Beag は彼らとしては初の自力推進する模型だった。概念実証を経て、より実用的なHD-4を開発。これは、ルノー製エンジンを搭載した水中翼船である。最高時速87キロを達成し、水中翼の効果で加速が早く、波が高くても安定して操縦可能だった。1913年、ベルはシドニー出身でノバスコシア州ウェストマウントでヨット作りをしていたウォルター・ピノードを雇って、HD-4の改良をさせた。ピノードはベイン・バリーの小型造船所を引き継ぎ、ヨット作りの経験を生かしてHD-4のデザインを改良。第一次世界大戦後、HD-4の改良を再開。ベルはアメリカ海軍に報告書を提出し、1919年7月に350馬力のエンジン2基を提供された。1919年9月9日、当時の水上の世界記録である時速114.0キロを達成し、その記録は10年間破られなかった。

### 航空

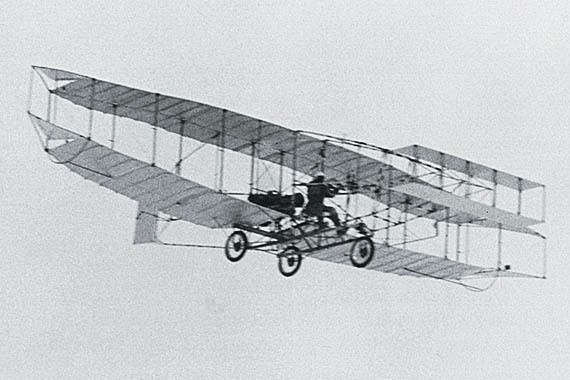
AEAシルバーダート（1909年ごろ）

1891年、ベルは飛行機の実験を開始した。アエリアル・エクスペリメント・アソシエーション （AEA）は空を飛ぶことが夢だったベルが60歳のとき、「若者の支援を受けるべきだ」という妻メイベルからの助言に従って結成したものである。
1898年、ベルは三角錐形の箱凧と栗色の絹を張った四面体凧を複数組み合わせた翼を実験した。三角錐の箱凧Cygnetは3号機まで作り、1907年から1912年まで無人および有人で飛行を行った（1号機はセルフリッジが乗っているときに墜落した）。ベルの凧の一部はアレクサンダー・グラハム・ベル歴史史跡で展示されている。
AEAを通して航空宇宙工学研究に貢献した。AEAはノバスコシア州バデックにて1907年10月、妻メイベルの示唆と資金援助（所有する不動産の一部を売却）で正式に創設された。AEAの会長はベルで、創設メンバーは4人の若者だった。アメリカ人のグレン・カーチスはオートバイ製造業者で、自作のオートバイで世界最高速度を記録し「世界最速の男」と呼ばれていた。また、のちに西半球初の1キロの公式な飛行を成功させたとして、サイエンティフィック・アメリカン誌に認められ、世界的に有名な飛行機製作者となった。トーマス・セルフリッジはアメリカ政府からオブザーバーとして派遣された軍人で、米軍の中で唯一航空機の将来を信じていた。フレデリック・W・ボールドウィンは、ニューヨーク州ハモンズポートでカナダ人（および大英連邦内で）初の公式な飛行を行った。そしてジョン・マカーディがいた。ボールドウィンとマカーディはトロント大学の新しくできた工学部を卒業している。
AEAでは、凧で得られた知識をグライダーに適用し、さらにエンジン搭載の飛行機へと進んでいった。ハモンズポートに拠点を移すと、レッドウィング号を製作。竹でフレームを作り、赤い絹を張り、小さな空冷式エンジンを搭載した複葉機である。1908年3月12日、ケウカ湖にてレッドウィング号で北米初の公式飛行を成功させた。設計の目新しい点として、コックピットを覆った点と方向舵を備えた点が挙げられる。AEAの発明として補助翼があるが、ロベール・エスノー＝ペルトリらも独立に発明している。補助翼は航空機の操縦手段として普及していった。その後、ホワイトウィング号とジューンバグ号を製作し、1908年末には大きな事故を起こさずに150回の飛行を達成している。しかし資金が底をつき、メイベルが新たに1万5,000ドルを提供してなんとか活動を続けた。
AEAが最後に設計した飛行機がシルバーダート号で、それまでの経験を生かして設計され、1909年2月23日、マカーディが操縦して凍ったブラスダー湖上で初飛行し、カナダで最初に飛行した航空機となった。氷上の飛行ということでベルは事故を心配し、医師を待機させた。この成功をもってAEAは解散となり、シルバーダート号はボールドウィンとマカーディが創業したCanadian Aerodrome Companyが引き継いだ。のちに彼らはカナダ陸軍向けにデモンストレーション飛行を行っている。

## 優生学
ベルはアメリカでの優生学運動とも関わりがある。1883年11月13日、米国科学アカデミーで『Memoir upon the formation of a deaf variety of the human race』と題した講演を行い、その中で両親が先天的に聾者だった場合に聾者の子が生まれる可能性が高いため、そのような婚姻は避けるべきだと提唱した。それとは別に家畜の繁殖を趣味として行っており、それが昂じてAmerican Breeders Associationの保護下にあった生物学者デイビッド・スター・ジョーダンの優生学委員会の委員に任命された。この委員会は明らかに優生学をヒトにも拡張適用した。1912年から1918年まで、ニューヨークのコールド・スプリング・ハーバー研究所の優生記録所の科学諮問委員会委員長を務め、定期会合に出席していた。1921年、アメリカ自然史博物館が後援した第2回国際優生学会議の名誉議長を務めた。これらの組織はベルが「不完全な人種」と呼んだ人々の断種を法律化することを提案した（一部の州では実際に法律になった）。1930年代後半にはアメリカの半分の州が優生学的な法律を持っており、カリフォルニア州のそれはナチス・ドイツが手本にしたほどだった。

## 死
1922年8月2日、糖尿病に起因する合併症によりノバスコシア州ベイン・バリーの自宅で75歳で亡くなった。悪性貧血も患っていた。最後に午前2時ごろ月明かりに照らされた風景を見たという。夫の長い闘病を支えた妻メイベルは「私を置いていかないで」とささやいた。それに答えるようにベルは手話でNOのサインをし、息を引き取った。
ベルの死の知らせを受けたカナダ首相ウィリアム・ライアン・マッケンジー・キングはベル夫人に次のような電報を打った。
（政府は）あなたの偉大な夫が亡くなったことが世界の損失であることを表明する。彼の名はその偉大な発明とともに永遠に記憶され、歴史の一部となることは、わが国のプライドの源となるだろう。カナダ国民を代表して、感謝と同情の念をお伝えしたい。
ベルの棺は研究室のスタッフがベイン・バリーの松を使って作り、四面体の凧の実験で使われたのと同じ赤い絹で内張りされた。葬儀に際して夫人は夫の生涯を祝福するため、列席者に黒い服装をしないで欲しいと頼んだ。葬儀ではロバート・ルイス・スティーヴンソンの "Requiem" の一節が Jean MacDonald によって唱えられた。
Under a wide and starry sky,

Dig the grave and let me lie.

Glad did I live and gladly die

And I lay me down with a will.
ベルの葬儀の最後に、「遠距離の直接的通信方法を人類にもたらした男に敬意を表して、北米のすべての電話が沈黙した」。
ベルは自分の所有する地所であるベイン・バリー山の頂上に埋葬された。後には妻メイベル、2人の娘エルシー・メイとマリオン、10人の孫が遺された。

## 栄誉と顕彰

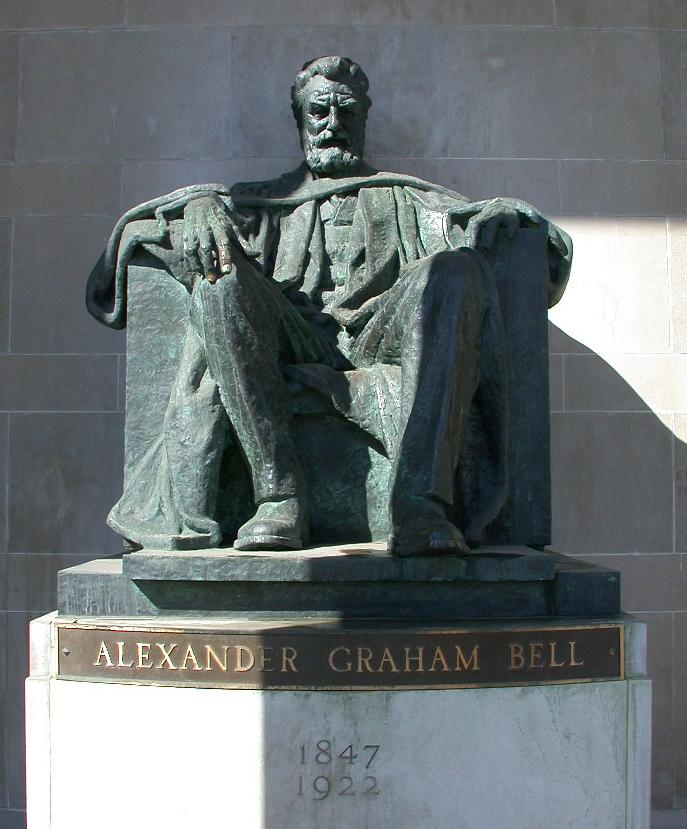
ベルの銅像（Cleeve Horne 作）。ブラントフォードのベル・テレフォン・ビルディングの柱廊玄関にあり、リンカーン記念館のリンカーン像とスタイルが似ている。(Courtesy: Brantford Heritage Inventory, City of Brantford, Ontario, Canada)

電話の普及とともにベルの名声は高まり、さまざまな栄誉と賛辞が贈られた。多数の大学から名誉学位を贈られた。存命中にもさまざまな賞を受賞し、賛辞を受けている。1880年、アカデミー・フランセーズからボルタ賞と副賞5,000フランを授与された。審査員にはユーゴーやデュマといった有名人もいた。ボルタ賞はナポレオン・ボナパルトが1801年に創設した賞で、アレッサンドロ・ボルタを記念した賞である。ベルは歴代3位の賞を授与されている。ベルはこの賞金を使って基金（ボルタ基金）を創設。その基金によりワシントンD.C.に聴覚障害の研究機関が創設されている。トーマス・エジソンが蓄音機に使った蝋管はその研究所で発明された。フォトフォンの研究もその研究所で行った。その研究所はのちにAlexander Graham Bell Association for the Deaf and Hard of Hearingに組み込まれた。フランス政府はレジオンドヌール勲章を授与。英国ロイヤル・ソサエティ・オブ・アーツは1902年、アルバート・メダルを授与。1907年にはジョン・フリッツ・メダルを受賞。1912年、フランクリン協会からエリオット・クレッソン・メダルを授与された。
1882年、ガーディナー・グリーン・ハバードと共同でアメリカ科学振興協会の発行するサイエンス誌創刊を支援した。1884年、IEEEの前身であるアメリカ電気学会 (American Institute of Electrical Engineers) （AIEE）の創設にも関わり、1891年から1892年まで会長を務めた。1888年、ナショナルジオグラフィック協会の創設に関わり、第2代会長（1897年 - 1904年）を務め、スミソニアン博物館理事（1898年 - 1922年）も務めた。1914年、AIEEからエジソンメダルを授与された。
銅像や記念碑も立てられており、例えば1917年、ブラントフォードのAlexander Graham Bell GardensにBell Telephone Memorialが立てられた。

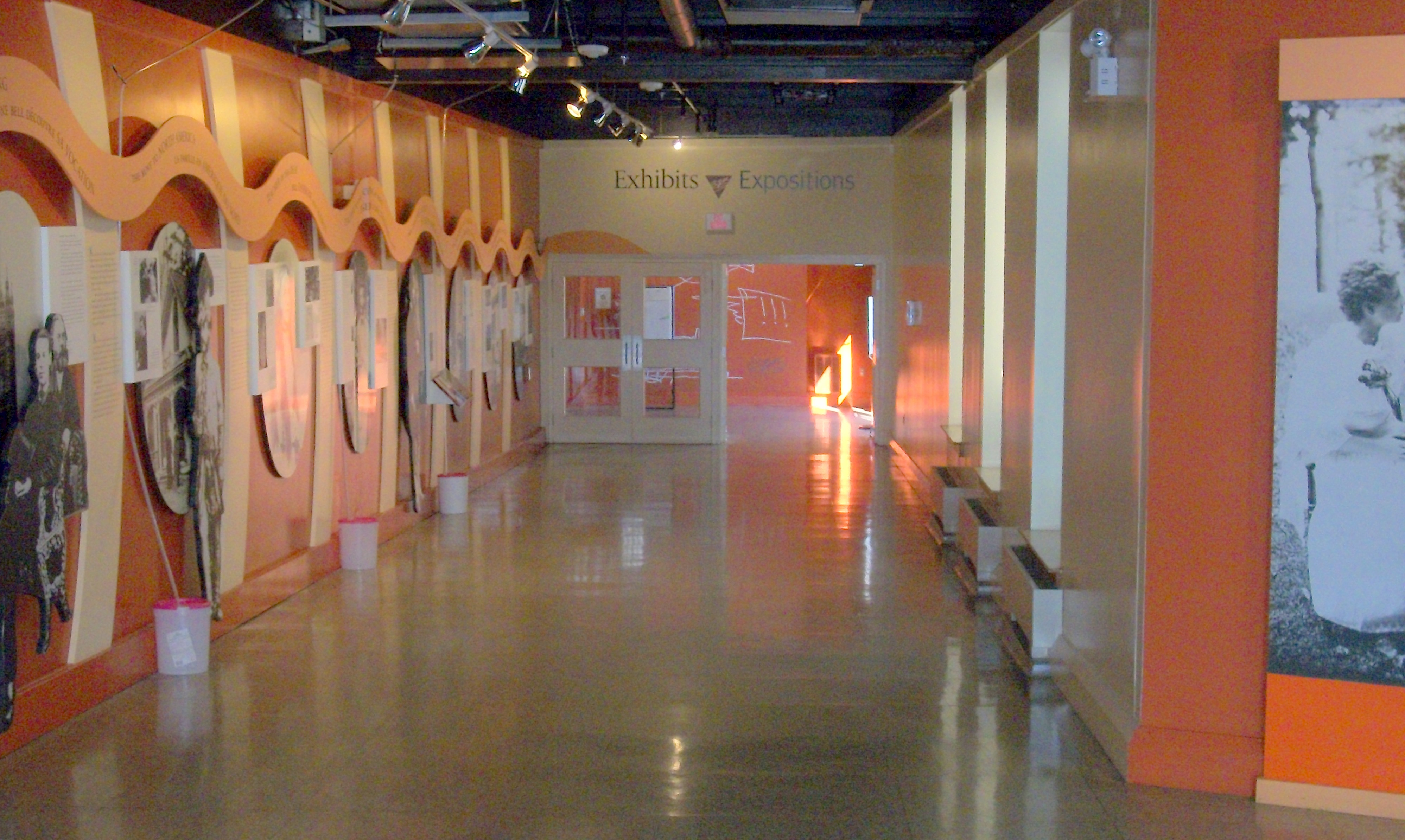
ケープ・ブレトン島のアレクサンダー・グラハム・ベル歴史史跡にあるベル博物館

ベルに関しては手紙やノートの類がほかの19世紀および20世紀の著名な発明家と比較しても圧倒的に多く、また、彼を顕彰する法人が丁寧に整理している。これはベルが学者で教育者であった点と、もう1つは特許に関して自分の発明が先行した点を証明する必要があった点が挙げられる。ベルの書いた書簡、ノート、論文、その他の文書はアメリカ議会図書館 （Alexander Graham Bell Family Papers９ ）とノバスコシア州のケープ・ブレトン大学にあるアレクサンダー・グラハム・ベル研究所に集められており、大部分はオンラインで閲覧可能となっている。それらの記録を細かく整理したうえで作成された伝記が『孤独の克服 - グラハム・ベルの生涯』（ロバート・V・ブルース著）である。
アメリカとカナダの最初の電話会社を含めて北米とヨーロッパにあるベルに関連するおもな史跡としては、以下のものがある。
- アレクサンダー・グラハム・ベル歴史史跡（英語版）は（ベルの地所ベイン・バリーに程近い）ノバスコシア州バデックにあり、パークス・カナダが運営している。ベル博物館などがある[163]。ベル博物館の展示品はベルの娘が寄贈した。
- The Bell Homestead National Historic Siteはベル一家が北米に移住してきた際の最初の屋敷である。カナダの最初の電話会社の建物"Henderson Home"は、1969年にBell Homesteadのそばに移築された。ブラントフォードのBell Homestead Societyが運営している[164]。
- ブラントフォードの北にあるAlexander Graham Bell Memorial Parkには、1917年に立てられた新古典主義の複数の記念碑がある。

ベル（B）とデシベル（dB）は音圧レベルなどの物理単位であり、ベル研究所が考案し、ベルにちなんで名付けた 。1976年から、IEEEは電気通信分野の優れた業績を表彰するアレクサンダー・グラハム・ベル・メダルを毎年授与している。

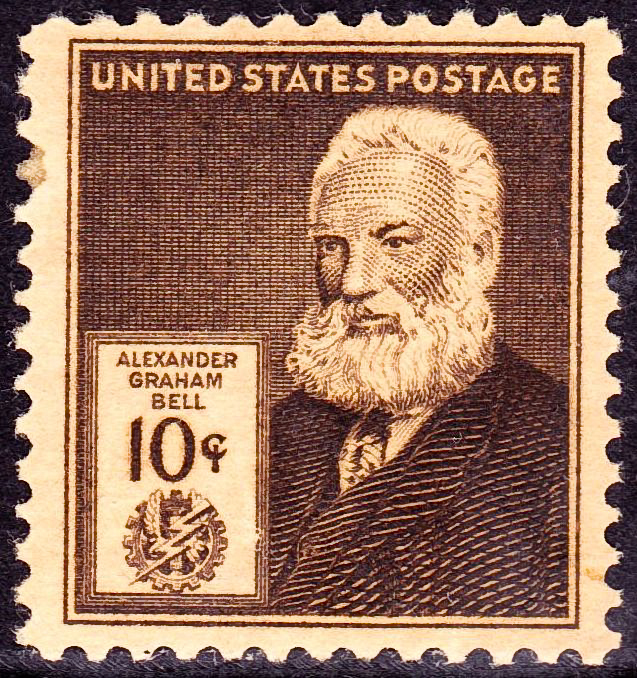
~ A.G. Bell ~ 1940年発行

1940年、アメリカ合衆国郵便公社はベルの記念切手を発行した。同年10月28日にボストンで発行を記念した式典が開催された。ベルの切手は大変な人気となり、すぐさま売り切れた。コレクターの間では、有名人が描かれた切手としてはもっとも価値が高いとされている。
ベル生誕150周年の1997年、ロイヤルバンク・オブ・スコットランドが記念の1ポンド紙幣を発行した。紙幣の裏面には、ベルの横顔、署名、電話を利用する人々、音声信号の波形、電話機、手話、航空工学への興味を与えたガチョウ、遺伝学を理解するために研究した羊などが描かれている。同じく1997年、カナダ政府は100カナダドルの記念金貨を発行した。また、2009年にはカナダでの（ベルの指導で設計されたシルバーダートの）初飛行100周年を記念した銀貨を発行した。ほかにも世界各国でベルの肖像や発明品が硬貨や紙幣のデザインに採用されてきた。
ベルの名は世界各地の教育機関・企業・通り（avenue）・地名などの名前に使われている。BBCが2002年に行った100名の最も偉大な英国人の投票でベルが57位となった。また、2004年のTop Ten Greatest Canadiansでも、2005年のthe 100 Greatest Americansでもランクインしている。2006年、スコットランド史上もっとも偉大な10人の科学者に選ばれ、スコットランド国立図書館の"Scottish Science Hall of Fame"に挙げられた。
LIFE誌が1999年に選んだ「この1000年でもっとも重要な功績を残した世界の人物100人」にも選ばれている。

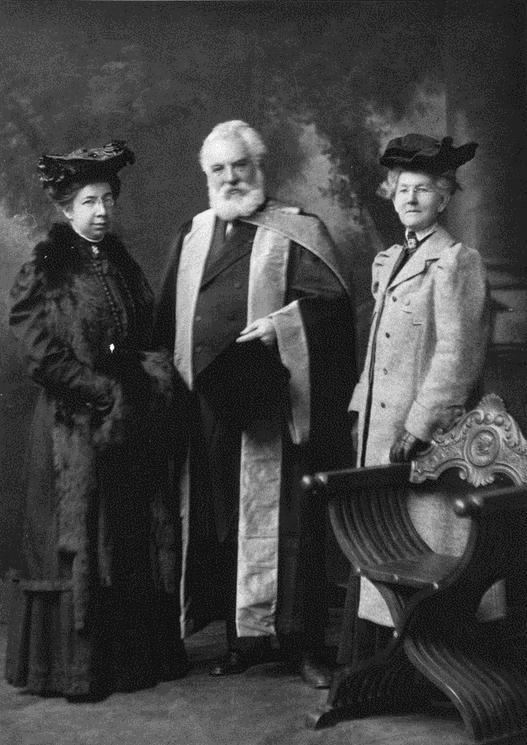
1906年、エディンバラ大学で法学の名誉博士号 (LL.D)を授与された際のベル

### 名誉学位
ベルは若いころ大学を卒業できなかった。のちに以下のような大学から名誉学位を授与されている。
- ギャローデット大学（ワシントンD.C.） - 1880年、Ph.D.[173]
- ハーバード大学（マサチューセッツ州ケンブリッジ） - 1896年、LL.D
- ヴュルツブルク大学（ヴュルツブルク） - 1902年、Ph.D.
- エディンバラ大学（エディンバラ） - 1906年4月、LL.D[174]
- クイーンズ大学（オンタリオ州キングストン） - 1909年
- ダートマス大学（ニューハンプシャー州ハノーバー） - 1913年6月25日、LL.D[175]

## 個人に関する逸話
- 正高信男は自著『天才はなぜ生まれるか』（中公新書）で、ブルース著『孤独の克服―グラハム・ベルの生涯』を読んだうえで、ライバルとの競争や後援者からの重圧に耐えかねているベルの様子から人間付き合いが下手であると主張。自閉症であったとし、さらに高機能自閉症（アスペルガー症候群）ではないかと主張している。[信頼性要検証]

## 日本との関係
前述のように、1876年に米国留学中だった伊沢修二と金子堅太郎は電話発明の噂を聞きつけ、ベルの下宿先を訪問した。金子の回想によると、その家はボストン北部にある中流以下の住宅街にあり、思わず尻込みするほどの貧しい雰囲気で、屋根裏にあったベルの部屋も飾り気ひとつない殺風景なものだった。実用化に向けて資本家を探していたベルは、外国人が興味を持ってくれたことに電話の将来を暗示されたようで嬉しいと語り、外国語で通話するのは初めてだと言って、居室と隣の実験室とに電話機を置いて2人に実験するよう勧めた。 2人は互いに「おい、聞こえるか」と呼びかけ、誰の声か判明できるほどであることに驚いたという。
1898年にはベルが来日し、東京と京都で講演したほか、天皇にも謁見し、勲三等を受勲するなど外国人としては破格の優遇を受けた。講演では米国聾教育事情の紹介と日本への提言のほか、全米地形地質学会の会長でもあったベルは、雨量と山岳の多い日本は水力エネルギーの宝庫であると指摘し、日本の将来を鼓舞した。東京での講演は伊沢修二が『唖子教育談』としてまとめ、京都での講演については京盲文書が『ベル氏来院記』として出版した（2013年に『ベル来日講演録 ―東京・京都―』（近畿聾史グループ編）として復刻）。 
1904年に金子が日露戦争のための外債募集に渡米した際には、ロシアの勝利を信じて日本国債購入に消極的であった米国要人にベルが日本の実情を説明し、募債の成立に協力した。このときベルの秘書をしていたグロブナーはベルの娘エルシーと結婚し、彼らの三女（ベルの孫）リリアンは駐日米国大使館書記官カボット・コビル夫人として昭和初期に来日し、東京で男児を2人生んだ（のちに離婚）。コビルは戦後ダグラス・マッカーサーの政治アドバイザーを務めた。